# Ceratosoma amoenum
Ceratosoma amoenum (Cheeseman, 1886) è un mollusco nudibranco appartenente alla famiglia Chromodorididae.

## Descrizione

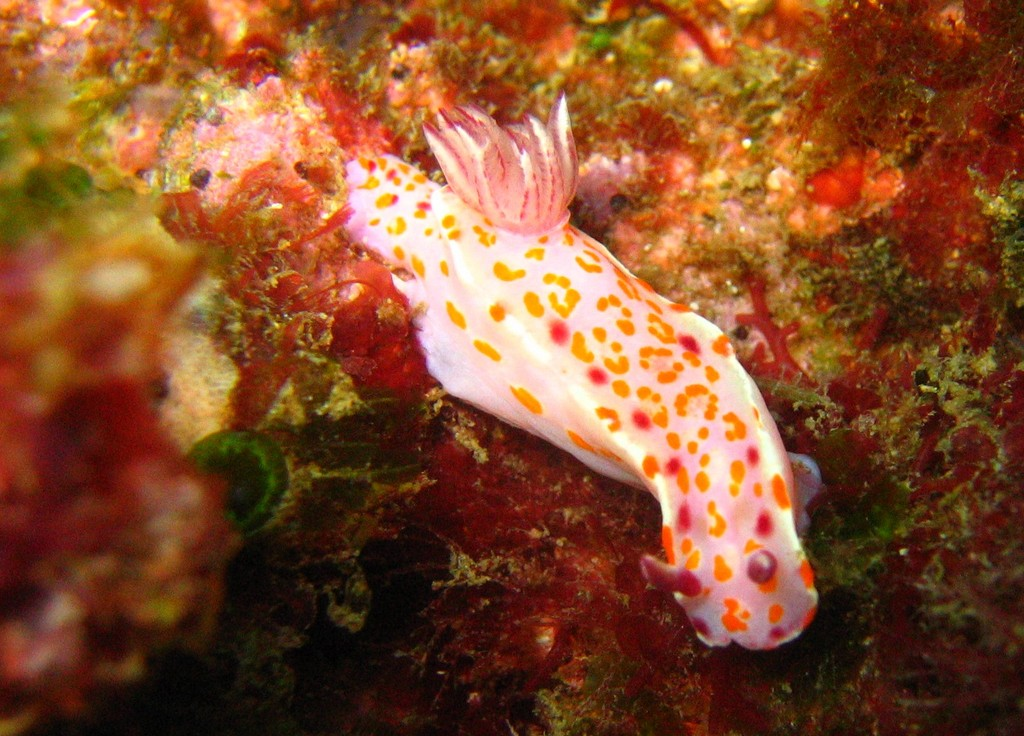
Ceratosoma amoenum

Questa specie ha un corpo biancastro con elaborate striature arancioni e punti viola, specialmente sul dorso. La dimensione dei punti varia a seconda dell'area geografica (gli esemplari della Nuova Zelanda hanno i punti di maggiore dimensione).
Le branchie e i rinofori sono di colore bianco-cremisi ed entrambi possono essere ritirati all'occasione in apposite sacche. Sul retro del mantello c'è una grande concentrazione di ghiandole superficiali.
Questa specie raggiunge almeno i 60 mm di lunghezza.

## Biologia
Ceratosoma amoenum si nutre di spugne del genere Semitaspongia e delle specie Dysidea fragilis. Dalla sua preda ottiene i metaboliti necessari.

## Distribuzione e habitat
Ceratosoma amoenum popola i piani mesolitorali dell'Australia del Sud (temperata) e della Nuova Zelanda settentrionale. Sono stati riportati anche alcuni avvistamenti nella costa del Queensland meridionale.